# On the Last Day
On the Last Day is een Amerikaanse post-hardcoreband uit Seattle, Washington. De band werd opgericht in 2003.

## Bezetting
- Geoffrey Walker - zanger
- Justin Johnson - gitarist
- Frank Gross - gitarist
- Aaron Johnson - basgitarist
- Drew Dowell - drummer

## Biografie
On the Last Day werd opgericht in 2003 en al snel kregen ze de kans om te toeren met bands als Aiden, Atreyu en Deftones. Met de hulp van Wil Francis van Aiden wisten ze een contract bij Victory Records in de wacht te slepen.
Nog voor de verschijning van het debuutalbum bracht de band de ep War Like Whispers uit, waarop ze samenwerkten met Francis. Hierna kwam het album Meaning in the Static uit.
Hierop volgde een Amerikaanse tournee met Crash Romeo en in 2007 ook een eerste Europese tournee met Scars of Tomorrow.

## Discografie

### Albums
- Meaning in the Static - 2006

### Ep's
- War Like Whispers - 2005
- Make It Mean Something - 2008